# Johan Thorsøe
Johan Niels Martinus Thorsøe (29. oktober 1834 i København – 5. august 1909 sammesteds) var en alsidig dansk tegner, litograf og fotograf.
Thorsøes forældre var skomagermester Johan Julius Thorsøe og Ludevine Frederikke født Nielsen. Han blev uddannet som litograf hos Emil Bærentzen og C.M. Tegner. Han tilegnede sig også den fotografiske teknik og arbejdede som kunstner i Sverige fra 1857, hvor han videreuddannede sig i litografien på kunstakademiet i Stockholm. I den svenske hovedstad udførte han også nogle værker. Dernæst arbejdede han som fotograf, først i Örebro 1860-61, siden i Borgå (Porvoo) Finland 1861-62 og var derefter ansat i fotograffirmaet Budtz Müller & Co. i København.
Han har – uden selv at have stentrykkeri – udført en lang række portrætter og portrætgrupper af den kgl. familie, således af Frederik VII, Christian IX og dennes slægt for forskellige billedforlag, bl.a. i serierne Kjøbenhavnske Litografier (ca. 1863) og Danske Litografier (1869). Desuden har han tegnet og litograferet portrætter af skolemanden Jens Holbech (1869), politikeren J.A. Hansen (1877), kapelmusikus Valdemar Schiøtt (1879) og J.B.S. Estrup (1887). Derudover bidrog han med illustrationer til Danmarks industrielle Etablissementer (1887-89).
Han er repræsenteret i Kobberstiksamlingen.
Johan Thorsøe er begravet på Holmens Kirkegård.